# John Whitehead (Musiker)
John Whitehead (* 2. Juli 1948 (andere Quellen nennen den 10. Juli 1948) in Philadelphia, Pennsylvania; † 11. Mai 2004 ebenda) war ein amerikanischer R&B-Musiker und Produzent.

## Leben und Wirken
Whitehead und Sänger Gene McFadden waren Kinder, als sie die Gruppe The Epsilons gründeten, die später von Otis Redding entdeckt wurde. Nachdem sie einen Vertrag mit Stax Records geschlossen hatten, stellte sich ein erster Erfolg mit dem Lied The Echo ein.
In den 1970er Jahren wurden Whitehead und McFadden erfolgreiche Liedtexter für Philly International Records. Sie schrieben und produzierten für andere Interpreten Hits wie Back Stabbers, For the Love of Money, I’ll Always Love My Mama, Wake Up Everybody oder Where Are All My Friends.
Als Duo McFadden & Whitehead wurden sie im Jahre 1979 mit dem selbst geschriebenen Lied Ain’t No Stoppin’ Us Now berühmt. Das für einen Grammy Award nominierte Lied verkaufte sich mehr als acht Millionen Mal und wurde ein Nummer-eins-Hit in den Billboard-R&B-Charts. Das Lied wurde im Juli 1979 in den USA mit einer Platin-Schallplatte ausgezeichnet. Außerdem wurde das Lied zur inoffiziellen Hymne für die „Phillies and the Eagles“. Das gemeinsame Album Mc Fadden and Whitehead wurde im August 1979 mit Gold ausgezeichnet. Spätere Veröffentlichungen des Duos erreichten nicht mehr den Erfolg ihres Nummer-eins-Hits.
Nachdem Whitehead in den 1980er Jahren einige Zeit wegen Steuerhinterziehung im Gefängnis verbracht hatte, startete er eine Solokarriere. In den folgenden Jahren traten McFadden und Whitehead noch einige Male zusammen auf.
Am 11. Mai 2004 arbeitete Whitehead zusammen mit seinem Freund Ohmed Johnson an einem Auto hinter seinem Haus in Philadelphia, als zwei Männer auf sie das Feuer eröffneten. Johnson wurde von einer Kugel am Gesäß getroffen und überlebte schwer verletzt. Whitehead wurde – 55-jährig – durch einen Genicktreffer getötet; es wird von einer Hinrichtung gesprochen.